# Gordejki
Gordejki (niem. Gordeiken) – wieś w Polsce położona w województwie warmińsko-mazurskim, w powiecie oleckim, w gminie Olecko.
W latach 1975–1998 miejscowość administracyjnie należała do województwa suwalskiego.
Wieś powstała w 1557 r., kiedy Krzysztof Glaubitz, starosta straduński, sprzedał Andrzejowi Gordejce trzy włóki sołeckie oraz Maciejowi Białemu z Zajd jedną włókę, zobowiązując ich do założenia wsi czynszowej na 40 włókach. Wieś wzięła nazwę od założyciela – Andrzeja Gordejki.
Zniszczenia z wojny polsko-szwedzkiej, a w szczególności najazd Tatarów hetmana Gosiewskiego, spowodował, że w roku 1683 miejscowi chłopi odrabiali szarwark także w majątku w Sedrankach. 
W 1938 roku mieszkało tu 306 mieszkańców. Nazwa urzędowa brzmiała Gordeiken. 